# Purity Chepkirui
Purity Chepkirui (14 de febrero de 2003) es una deportista de Kenia que compite en atletismo. Ganó una medalla de oro en el Campeonato Mundial de Atletismo Sub-20 de 2021, en la prueba de 1500 m.